# Карпенко, Иван Трофимович
Иван Трофимович Карпенко (укр. Іван Трохимович Карпенко; 1916—1970) — советский лётчик минно-торпедной авиации и военачальник, участник советско-японской войны 1945 года, Герой Советского Союза (14.09.1945). Генерал-лейтенант авиации (27.04.1962).

## Биография
Родился 1 (14) декабря 1916 года в посёлке Лисичанск Луганской области Украины, в семье рабочего. Украинец. Окончил 7 классов и школу ФЗУ, работал слесарем на лисичанском заводе «Пролетарий».
С августа 1934 года на службе в Красной Армии. В 1935 году окончил 11-ю военную школу военных пилотов в Ворошиловграде. С декабря 1935 года служил в 50-й авиационной бригаде ВВС Особой Краснознамённой Дальневосточной армии: военный пилот, с ноября 1937 — младший лётчик. С июня 1938 года служил в 14-м дальнебомбардировочном авиационном полку ВВС ОКДВА и Дальневосточного фронта: старший лётчик, с октября 1938 — помощник военкома полка по комсомольской работе, с декабря 1939 года — командир звена, с мая 1941 — помощник командира эскадрильи, с июня 1942 — заместитель командира эскадрильи. Член ВКП(б) с 1939 года.
В июле 1942 года весь полк был передан из ВВС РККА в состав ВВС Тихоокеанского флота ВМФ России, где получил наименование 52-й дальнебомбардировочный авиационный полк и включён во 2-ю минно-торпедную авиационную дивизию. Там сразу был назначен командиром эскадрильи, в августе 1943 — помощником командира 52-м дальне-бомбардировочного авиационного полка по лётной подготовке и воздушному бою. За отличную боевую подготовку эскадрильи и за выполнение задания по перегону группы самолётов на фронт в сложных метеоусловиях без происшествий в 1943 году награждён орденом Красной Звезды.
В этой должности участвовал в советско-японской войне в августе 1945 года. Во главе крупных групп бомбардировщиков полка произвёл массированные налёты на бомбардировку военных объектов в военно-морской базе Сейсин (Чхонджин) в Северной Корее, на разрушение железнодорожных узлов и мостов на шоссейных дорогах, а также на борьбу с плавсредствами японцев. Совершил 5 боевых вылетов, особенно отличился при разрушении железнодорожного узла Киссю. Уничтожил много живой силы и техники противника. Полк выполнил 136 боевых вылетов без боевых потерь и без навигационных происшествий, в чем большая заслуга именно И. Т. Карпенко.
Указом Президиума Верховного Совета СССР от 14 сентября 1945 года Карпенко Ивану Трофимовичу присвоено звание Героя Советского Союза с вручением ордена Ленина и медали «Золотая Звезда» (№ 7142).
После войны служил в авиации ВМФ СССР. С ноября 1945 по ноябрь 1947 года командовал 66-м минно-торпедным авиационным полком. В 1949 году окончил Высшие офицерские лётно-тактические курсы авиации ВМФ (Рига), с февраля 1949 по январь 1951 года — командир 19-й минно-торпедной авиационной дивизии ВВС 8-го ВМФ. Генерал-майор авиации (звание присвоено 27 января 1951 года).
В 1952 году окончил Высшую военную академию имени К. Е. Ворошилова. С января 1953 года — помощник командующего, с января 1958 года — заместитель командующего ВВС Черноморского флота. сам освоил несколько типов реактивных торпедоносцев и ракетоносцев, успешно организовал переобучение на них лётного состава.
С января 1959 года  назначен начальником Николаевского высшего военно-морского технического училища, с декабря 1959 года начальником созданного на его базе 33-го Учебного центра авиации ВМФ по подготовке морских лётчиков имени Е. Н. Преображенского к полётам на реактивных самолётах. Генерал-лейтенант авиации (27 апреля 1964 года). В сентябре 1967 года возглавил созданный на базе реорганизованного учебного центра Центр боевого применения и переучивания лётного состава авиации ВМФ.
Скончался 2 сентября 1970 года. Похоронен в Городском некрополе города Николаев.

## Память
- Бюст установлен на аллее Героев перед штабом 7060-й авиабазы морской авиации ТОФ (в/ч 69262) в гарнизоне Елизово Камчатского края.
- В октябре 1970 года улица Новоспортивная в микрорайоне Лески Заводского района города Николаева переименована в улицу Генерала Карпенко[5].

## Награды
- Медаль «Золотая Звезда» Героя Советского Союза (14.09.1945).
- Орден Ленина (14.09.1945).
- Два ордена Красного Знамени (5.11.1954, 31.10.1967).
- Четыре ордена Красной Звезды (28.06.1944, 26.07.1944, 15.11.1950, 29.04.1957).
- Медаль «За боевые заслуги» (3.11.1944).[6]
- Ряд медалей СССР.
- Иностранная медаль.